# Grand Prairie

Położenie w stanie Teksas

Grand Prairie – miasto w Stanach Zjednoczonych, w stanie Teksas, położone wzdłuż granicy hrabstw Tarrant i Dallas, a niewielka jego część rozciąga się na południe do hrabstwa Ellis. Według spisu z 2020 roku liczy 196,1 tys. mieszkańców. Jest częścią aglomeracji Dallas–Fort Worth.
W mieście rozwinął się przemysł lotniczy, metalowy  oraz rakietowy.

## Urodzeni w Grand Prairie
- Selena Gomez (ur. 22 lipca 1992) – piosenkarka i aktorka[3]
- Eric Vale (ur. 28 kwietnia 1974) – aktor głosowy związany z anime